# Azonax typhaon
Azonax typhaon är en fjärilsart som beskrevs av William Chapman Hewitson 1877. Azonax typhaon ingår i släktet Azonax och familjen tjockhuvuden. Inga underarter finns listade i Catalogue of Life.